# ぷよぷよボール
ぷよぷよボール（Puyopuyoball）は、様々な色のアクアビーズが水分を吸収した事で膨張し、ぷよぷよした感触になったボールのことを言う。消費生活用製品安全法施行令で指定されている「吸水性合成樹脂製玩具」の一種（吸水樹脂ボール、水で膨らむボール）。

## 概要
様々な色のアクアビーズを水中に浸して膨張すると出来る、ぷよぷよとした感触が特徴的なボールである。柔らかい感触や可愛い見た目から、小学生や中学生を中心に人気である。なお、アクアビーズを水中に浸してから膨張するまでに3日の時間を必要とし、近年では膨張した状態のまま販売される事も多い。

## ぷよぷよボールに関する事故
見た目が可愛らしい事から、幼児などが誤飲したり、耳の中にいれて取れなくなるなど、小さな子供を中心に事故が起きている。この様なトラブルを防ぐために近年ではぷよぷよボールに対して対象年齢を定めている所がある。
開腹手術を要する事故の発生を受け、日本国内では2023年6月19日以降、技術基準で定める膨潤率（吸水前の状態から50%を超えた膨潤率）を超えるものは、消費生活用製品安全法施行令の一部を改正する政令の特定製品に指定され、販売ができなくなる。

## ぷよぷよボールの自作
容器に水500mLをいれて容器内にぷよぷよボールの元となるアクアビーズをいれて3日間放置する。3日後に様子を見て、ぷよぷよボールが膨張しきっていたら完成である。